# Luigi Comencini
Luigi Comencini (Saló, 8 de junio de 1916 - Roma, 6 de abril de 2007) fue un cineasta italiano, conocido por ser uno de los padres de la commedia all'italiana.

## Trayectoria
Siguió los avatares de su padre, que era ingeniero, de modo que su infancia transcurre en París. Allí se entusiasma con el cine. Al volver a su país natal estudia arquitectura en Milán. Se casa con Giulia Grifeo di Partanna, joven aristocrática, y trabaja como arquitecto y crítico de cine. Se ocupará pronto de la Cinemateca Italiana. Sus hijas, dos de ellas directoras de cine, colaboraron con su padre. Otra fue escenógrafa.
El primer film de Comencini con éxito es de 1949, L'imperatore di Capri, con Totó.
Uno de sus filmes más conocidos fue Pan, amor y fantasía de 1953, interpretado por Vittorio De Sica y Gina Lollobrigida; pues obtuvo  el Oso de Plata del Festival de cine de Berlín de 1954. Se trata de una comedia rural de costumbres que tuvo sus secuelas en Pan, amor y celos y Pan, amor y Andalucía, esta vez dirigida por el propio De Sica.
En 1960 dirigió la sátira antibélica Todos a casa. Luego, dirigió la versión cinematográfica de la novela de Carlo Cassola sobre la Resistencia, La muchacha de Bube, de bastante calidad, y a mediados de los años 1960 realizó el film dramático El incomprendido (1966). 
En 1972 su obra Sembrando ilusiones (El científico Cardplayer), producida por Dino de Laurentiis, contó con un singular reparto: Alberto Sordi, Bette Davis, Joseph Cotten y Silvana Mangano; con esta película obtuvo dos premios David di Donatello. Ese mismo 1972 realizó una afamada Las aventuras de Pinocho, sobre la novela de Carlo Collodi; en principio, estaba pensada para televisión, pero luego fue distribuida en cines por su calidad y la interpretación de Nino Manfredi. 
Comencini dirigió a algunos de los actores más importantes del cine italiano, como Totò, Marcello Mastroianni, Vittorio Gassman, Enrico Maria Salerno o Alberto Sordi, y del europeo, entre ellos Fernando Rey, Annie Girardot y Ángela Molina.
Murió en Roma en 2007 a los 90 años de edad.

## Filmografía
- La novelletta (1937) (corto)
- Bambini in città (1946) (corto)
- La città dei ragazzi (1948)
- Prohibido robar (Proibito rubare) (1948)
- L'imperatore di Capri (1949)
- L'ospedale del delitto (1950) (corto)
- Il museo dei sogni (1950) (corto)
- Persiane chiuse (1951)
- La tratta delle bianche (1952)
- Heidi (1952)
- La valigia dei sogni (1953)
- Pan, amor y fantasía (Pane, amore e fantasia) (1953)
- Pan, amor y celos (Pane, amore e gelosia) (1954)
- La bella di Roma (1955)
- La finestra sul Luna Park (1957)
- Mariti in città (1957)
- Mogli pericolose (1958)
- E ciò al lunedì mattina (1959)
- Le sorprese dell'amore (1959)
- Todos a casa (Tutti a casa) (1960)
- A cavallo della tigre (1961)
- Il commissario (1962)
- La muchada de Bube (La ragazza di Bube) (1963)
- Tre notti d'amore (1964), episodio "Fatebenefratelli"
- La mia signora (1964), episodio "Eritrea"
- Las muñecas (Le bambole) (1965), episodio "Il trattato di eugenetica"
- La mentirosa (La bugiarda) (1965)
- El camarada Don Camilo (Il compagno Don Camillo) (1965)
- El incomprendido (Incompreso) (1966)
- Italian Secret Service (1968)
- Infanzia, vocazione e prime esperienze di Giacomo Casanova, veneziano (1969)
- Senza sapere niente di lei (1969)
- I bambini e noi (1970) (Serie TV)
- Las aventuras de Pinocho (Le avventure di Pinocchio) (1972) (Miniserie TV)
- Sembrando ilusiones (Lo scopone scientifico) (1972)
- Delitto d'amore (1974)
- Dios mío, cómo he caído tan bajo (Mio Dio, come sono caduta in basso!) (1974)
- La mujer del domingo (La donna della domenica) (1975)
- Signore e signori, buonanotte (1976)
- Basta che non si sappia in giro (1976), episodio "L'equivoco"
- Quelle strane occasioni (1976), episodio "L'ascensore"
- Il gatto (1977)
- L'ingorgo: Una storia impossibile (1979)
- Voltati Eugenio (1980)
- Il matrimonio di Caterina (1982) (TV)
- Cercasi Gesù (1982)
- Cuore (1984) (TV)
- La Storia (1986) (TV)
- Un muchacho de Calabria (Un ragazzo di Calabria) (1987)
- Les français vus par (1988) (Miniserie TV)
- La bohème (1988)
- Buon Natale... buon anno (1989)
- Marcellino pane e vino (1992)

## Premios y distinciones
Festival Internacional de Cine de Venecia
| Año  | Categoría            | Película                  | Resultado |
| ---- | -------------------- | ------------------------- | --------- |
| 1980 | Premio OCIC          | Eugenio, un niño sin amor | Ganador   |
| 1980 | Premio UNICEF        | Eugenio, un niño sin amor | Ganador   |
| 1984 | Premio de a UNESCO   | Corazón                   | Ganador   |
| 1987 | León de Oro Especial | -                         | Ganador   |

Festival Internacional de Cine de Berlín
| Año  | Categoría    | Película             | Resultado |
| ---- | ------------ | -------------------- | --------- |
| 1954 | Oso de Plata | Pan, amor y fantasía | Ganador   |